# Выставка в Дерби 1839 года

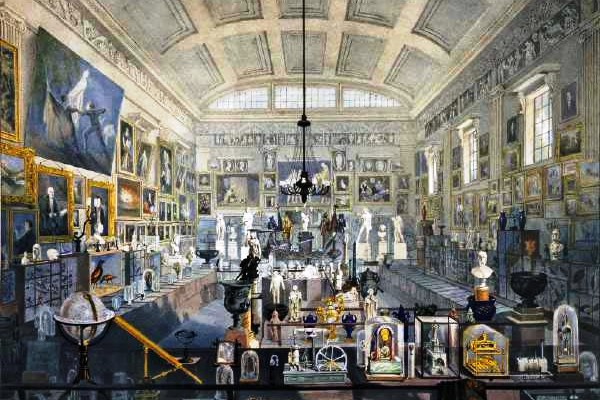
Выставка на картине Самуэля Рэйнера

Выставка в Дерби 1839 года (англ. Derby Exhibition of 1839) — первая выставка в Дерби, устроенная в городском Институте механики, который позже стал известен как Альберт Холл (Albert Hall). Выставка продолжила традицию организации Институтом большого ряда мероприятий, которая началась в 1825 году и включала в себя лекции, концерты и представления, на которых ставилась цель расширение общего запаса знаний среди жителей Дерби.
Выставка последовала вслед за организованной ранее выставкой Манчестерского механического института в 1825 году, и была одной из нескольких, проводившихся в этом году в английских промышленных посёлках и городах. Выставка оказала сильное влияние, и была одним из факторов основания Музея и библиотеки Дерби в 1878 году. Музей и художественная галерея Дерби теперь содержит многочисленные экспонаты c этой выставки; они представляют значительную часть всей коллекции.
Выставка была организована для того, чтобы заплатить за лекционный зал, который был недавно присоединён к зданию Института механики Дерби в 1837 году в Вардвике. Несмотря на то, что эти организации назывались механическими институтами, они закладывались и организовывались сановниками, а не механиками. Выставка привлекла около 96 000 человек, за что Дербский институт был поставлен на надёжную финансовую основу.
Выставка 1839 года является объектом картины Самюэля Рэйнэра «Интерьер Института механики» (англ. Interior of the Mechanics' Institute). Картина показывает главное помещение института — лекционный зал, который описывался современными посетителями как выполненный «в греческом стиле … с красивым зеркалом … и многими ценными картинами». В институтском здании были выставлены более тысячи экспонатов, многие из которых принадлежали филантропу Джозефу Стратту. Объекты выставки распределялись по различным категориям: картины Джозефа Райта («Ромео и Джульета: сцена в гробнице» видна слева на дальней стене), научные инструменты, окаменевшие ископаемые, кокос и др.
Идею такой выставки вскоре переняли её сторонники в прилегающих Лестере и Ноттингеме, где в следующем году были проведены подобные мероприятия. Они позволили себе даже арендовать поезд на новооткрытой железной дороге, чтобы устроить посетителям выставки железнодорожную экскурсию.